# Awá-Cuaiquer
Gli Awá (o anche Awá-Cuaiquer) sono un gruppo etnico della Colombia, con una popolazione stimata di circa 12936 persone. Questo gruppo etnico è per la maggior parte di fede animista e parla la lingua Awa-cuaiquer (codice ISO 639: KWI).